# Савченко, Георгий Косьмич
Георгий Косьмич (Кузьмич) Савченко (1901—1941) — советский военный деятель и политработник, генерал-майор артиллерии (1940). Сын К. Д. Савченко.

## Биография
Родился в семье русского крестьянина К. Д. Савченко, уже тогда занимавшегося революционной деятельностью и ставшего впоследствии советским партийным и хозяйственным деятелем, Героем Труда.
В РККА с 1920 года. Окончил 2-ю Московскую артиллерийскую школу. С декабря 1923 — командир взвода артшколы 4-й стрелковой дивизии. Затем учился в Военной академии РККА, по окончании которой в 1925 году был принят в ВКП(б). С июля 1928 — помощник начальника финансово-планового отдела управления снабжения Московского военного округа. С февраля 1929 состоял в распоряжении Главного управления РККА. С ноября 1930 — начальник Мобилизационно-плановой части уполномоченного наркома К. Е. Ворошилова при Народном комиссариате торговли СССР. С января 1931 — начальник 10-го отдела Артиллерийского управления РККА. С июня 1932 — заместитель начальника штаба Главного управления РККА. С июля 1936 — заместитель начальника мобилизационно-планового отдела Главного управления вооружения и технического снабжения РККА. После восстановления в РККА 10 мая 1937 года института военных комиссаров назначен военкомом Артиллерийского управления РККА, которое возглавлял комкор Н. А. Ефимов. Однако уже 22 мая Ефимов был арестован, а на его место назначен комкор Г. И. Кулик. 7 октября 1938 года утверждён членом Военного совета при народном комиссаре обороны СССР. В январе 1939 Савченко назначен начальником Артиллерийского управления РККА, сменив ставшего заместителем наркома обороны Г. И. Кулика. Всё время нахождения на этом посту с сентября 1939 года являлся членом Главного Военного Совета РККА. На XVIII съезде ВКП(б) Савченко был избран кандидатом в члены ЦК ВКП(б).
13 июля 1940 Артиллерийское управление РККА было реорганизовано в Главное артиллерийское управление Красной Армии. Его первым начальником был назначен Маршал Советского Союза Г. И. Кулик, а Савченко стал одним из его заместителей.

## Арест и смерть
14 июня 1941 года Г. И. Кулик был снят с поста начальника ГАУ. А уже 19 июня Савченко был арестован. 28 октября 1941 года в посёлке Барбыш близ города Куйбышева вместе с ещё 19 людьми генерал был бессудно расстрелян. 11 апреля 1954 года Г. К. Савченко был реабилитирован.

## Память
- Под Самарой на месте расстрела установлен памятный знак, на котором начертано: «Установлен на месте захоронения жертв репрессий 30-40-х гг. Поклонимся памяти невинно погибших…»[5].

## Воинские звания
- Комбриг (22.02.1938[6])
- Комдив (9.02.1939[6])
- Генерал-майор артиллерии (4.06.1940[7])

## Награды
- Орден Ленина (14.06.1940);[8]
- Орден Красного Знамени (22.02.1938);
- Медаль «XX лет Рабоче-Крестьянской Красной Армии» (22.02.1938)[9].

## Исторические источники
- Коллектив составителей и редакторов. Военный совет при народном комиссаре обороны СССР. 1938, 1940 гг.: Документы и материалы.. — М.: РОССПЭН, 2006. — 336 с. — 1000 экз. — ISBN 5-8243-0694-X.